# Filips van Geldrop (1340)
Filips van Geldrop (Philip van Gheldorpe) was de eerst bekende heer van Geldrop van 1340 tot 1371. De heerlijkheid was toen nog onderhorig aan Gelre.
Omstreeks 1350 heeft hij opdracht gegeven tot de bouw van een voorloper van het huidige Kasteel Geldrop.
Hij kreeg meerdere kinderen waaronder:
- Jan van Geldrop, heer van Geldrop
- Hendrick van Geldrop, kanunnik te Oirschot